# ラウラ・スニガ
ラウラ・エレーナ・スニガ・ウイサール（Laura Elena Zúñiga Huizar、1985年1月3日 ‐ ）は、メキシコのシナロア州クリアカン出身の女性モデル。メキシコのミス・コンテストでの受賞歴を持つ。

## 来歴
2008年に開催されたミス・ラテンアメリカで優勝、またミス・シロアナにおいてもペルラ・ベルトランを破って優勝し、ヌエボ・レオン州のモンテレイで開催されるミス・メキシコ2008への出場権を得る。
そしてミス・メキシコではカルラ・カリジョとミス・シロアナにおいて勝利したペルラ・ベルトランに敗れ3位となったが、ミス・インターナショナル2009への出場資格を手に入れた。

### スキャンダル
2008年12月23日、ハリスコ州サポパンにおいて警察の職務質問を受けた際、乗っていた車からライフルや現金53,000ドル、大量の携帯電話などが発見され、同行していた男7人と共に銃器の不法所持の疑いで逮捕された。ラウラはボーイフレンドであるアンヘル・オーランド・ガルシア・ウルキサ（フアレスの麻薬カルテルの首領）に誘拐されただけであり、ボーイフレンドの犯罪行為は一切知らなかったと主張した。
これを受けミス・メキシコ事務局は、ラウラにかけられた容疑との関係を完全に否定し、さらに授与した賞を剥奪することを検討する旨を発表した。また1991年のミス・ユニバースであり、同事務局の局長でもあるルピタ・ジョーンズはミスメキシコ事務局は真摯で公正で潔白な組織であると発言した。
2日後の12月25日、同事務局は、ラウラに授与した賞を剥奪し、ミス・インターナショナル2009への出場権も白紙にすることを発表した。
2009年1月30日、ラウラの罪は立証されず、嫌疑不十分で勾留先の拘置所から釈放された。